# مونستر، او-رن
مونستر، او-رن (فرانسوی: Munster, Haut-Rhin‎) یک کمون در دپارتمان او-رن، فرانسه است. این کمون ۸٫۶۴ مساحت و ۴٬۶۹۹ نفر جمعیت دارد.